# Kaspar Hauser (film)
Kaspar Hauser (tyska:  Kaspar Hauser – Verbrechen am Seelenleben eines Menschen) är en tysk-österrikisk-svensk dramafilm från 1993 i regi av Peter Sehr.

## Utmärkelser
Filmen vann Tyska filmpriset för bästa film 1994.

## Rollista i urval
- André Eisermann - Kaspar Hauser
- Udo Samel - Georg Friedrich Daumer
- Jeremy Clyde - earl Stanhope
- Katharina Thalbach - grevinnan Hochberg
- Cécile Paoli - Stefanie av Baden
- Tilo Nest - Karl av Baden
- Hermann Beyer - von Feuerbach
- Dieter Mann - baron Wedel
- Peter Lohmeyer - Leopold av Baden
- Anja Schiller - Sophie av Baden
- Dieter Laser - Ludvig I av Bayern
- Uwe Ochsenknecht - Ludvig I av Baden